# あなたの街にもきっとある 行列のできない激うまラーメン
『あなたの街にもきっとある 行列のできない激うまラーメン』（あなたのまちにもきっとある ぎょうれつのできないげきうまラーメン）は、テレビ東京系列で不定期に放送されるグルメバラエティ番組である。

## 番組概要
行列はできないが、ラーメンが美味しくて評判のお店を紹介する。
第5回まではローカルセールス枠で放送されていたことに加え、紹介するエリアが東京中心なこともあり自社制作番組や、レギュラー番組の遅れネットなどに差し替える局も少なくなかった。（局によっては別の日に振替放送を行う場合もある。）第6回はネットセールス枠で放送されるためエリアが首都圏に拡大した。
2013年10月8日にはナレーションを一新し、同一スタッフによって制作された「激ウマなのは当たり前!無理してでも食べたい最強ラーメン」が放送されたためこの番組の処遇については不明である。

## 放送リスト
| 回数  | 放送日         | 日時          |
| ----- | -------------- | ------------- |
| 第1回 | 2010年10月12日 | 19:00 - 20:54 |
| 第2回 | 2011年12月27日 | 19:00 - 20:54 |
| 第3回 | 2012年3月27日  | 19:00 - 20:54 |
| 第4回 | 2012年10月9日  | 19:00 - 20:54 |
| 第5回 | 2012年12月25日 | 18:30 - 20:54 |
| 第6回 | 2013年3月27日  | 19:00 - 20:49 |

## ナレーション

### 第6回現在
- 浅野ゆう子（第2回除く）
- 服部潤（第4～6回）

### 過去
- 美輪明宏（第2回）
- 加藤精三（第2回）
- 根岸朗（第3回）

## スタッフ

### 第6回現在（2013年3月27日放送分）
- 構成：キシモトジュン太、渡邊健久（第6回）
- 技術協力：池田屋・ワークビジョン（第6回）、スタジオヴェルト・ヴェントゥオノ・フォトロン・スタジオゼット
- 撮影：杉山紀行（第6回）、永妻満／藤原秀夫（スーパースロー）
- VE：楠部達也・佐藤直樹（第6回）／吉田隆夫（スーパースロー）
- 照明：濱本修次（スーパースロー）
- フードコーディネーター：あまこようこ（スーパースロー）
- 編集：針谷大吾
- MA：神山幸久
- 音響効果：大久保吉久、大舘明奈
- ホームページ：佐治裕一朗（テレビ東京）
- リサーチ：フルタイム、ワンバイワンプラス
- TK：春日千佳子（第6回）
- AP：山口雄人
- AD：高橋智宏、沖津一洋
- ディレクター：柴田貴幸、青山海太（第6回）、中野伸郎、新垣博章、須藤孝幸・小倉亜希子（第6回）
- 演出：杉本憲隆、福田直幸（第6回）
- プロデューサー：中居義孝、青山速己、武川和美
- 制作協力：AO，inc.
- 制作：テレビ東京、テレビ東京制作

### 過去のスタッフ
- 構成：政宗史子（第5回）
- 技術協力：ビデオウイング・ゼータ・六分儀（第5回）
- 撮影：中込圭・遠山眞史・岡本亮（第5回）
- VE：吉田均・山崎智香・綿引友美・水上智重子（第5回）
- リサーチ：Bリサーチ（第5回）
- AD：酒井翔太（第5回）
- ディレクター：杜政寛・本山崇・原愼吾・奈良部隆久・糸柳亮・丸山浩史（第5回）
- 制作協力：エーステレビ（第5回）